# Бочковой насос
Бочковой (винтовой) насос — мобильный агрегат объемного роторного-вращательного типа, предназначенный для разгрузки и расфасовки стандартной тары (бочки, еврокубы, контейнеры, емкости). Бочковые насосы относятся к вертикальному полупогружному типу в мобильном исполнении.

## Принцип работы
Основным рабочим органом бочкового насоса является винтовая пара (рис. 2), погруженная в емкость и состоящая из: металлического ротора (однозаходной внешней спирали) и резинового статора (двухзаходной внутренней спирали), при этом, по линии смыкания ротора и статора возникают герметично замкнутые полости, которые при вращении ротора продвигаются в сторону нагнетания.

## Применение
Бочковые насосы имеют широкое применение в различных отраслях промышленности для разгрузки и расфасовке стандартной тары, такой как: стандартные бочки (200 л), еврокубы, контейнеры, емкости и пр. Особенно эффективны бочковые (винтовые) насосы при перекачке вязких сред (до 10 000 сПз), сред с включениями и осадками, неоднородных химически активных сред.

## Конструкция
Классическая конструкция бочкового насоса (рис. 3) представляет собой облегченный нержавеющий винтовой насос в вертикальной компоновке:
1. Фиксирующая гайка статора
2. Статор
3. Рабочая камера
4. Выходной патрубок
5. Гайка крепления камеры
6. Ротор
7. Стопорная втулка торсиона
8. Стопорное кольцо торсиона
9. Торсион
10. Торцевое уплотнение
11. Переходной вал
12. Переходная камера
13. Привод
14. Ручка насоса

## Преимущества
Бочковые насос винтового типа обладают рядом уникальных свойств и преимуществ:
- эффективная работа с вязкими средами (до 10 000 сПз)
- неизменное давление во всем диапазоне производительности